# フガシティー
フガシティ（英: fugacity）または逃散能、散逸能とは、物理化学において、実在気体の化学平衡や相平衡を扱う際に、理想気体と類似の形式となるように導入された物理量である。
フガシティは圧力の次元をもち、SI単位にはパスカル（記号: Pa）が用いられる。
フガシティの概念は、元はウィラード・ギブズが熱平衡に escape tendency という考えを用いたことに由来し、ギルバート・ルイスにより導入された。
フガシティは、化学ポテンシャルを「補正した圧力」の形式で表したものである。これは相から相（たとえば、液相、固相、気相）への物質の「逃げやすさ」の度合いを表す。同じ温度と圧力の下で、均一の物質であっても、各々の相に対して異なる逸散性を持っている。最も小さなフガシティを持つ相でギブズエネルギーが最も小さくなり、この相が最も安定である。

## 定義
温度 T の気体に含まれる成分 i の化学ポテンシャルが μi であるとき、この成分のフガシティーは
{\displaystyle f_{i}(T,\mu _{i})=p^{\circ }\exp \left[{\frac {\mu _{i}-\mu _{i}^{\circ }(T)}{RT}}\right]}
で定義される。ここで p° は標準状態圧力、μi° は標準化学ポテンシャルである。
フガシティーは温度 T と化学ポテンシャル μi を変数とする関数である。
しばしば化学ポテンシャルが温度 T と圧力 p、および気体の組成（通常モル分率の組 x = (x1, x2,...) で表される）を変数として表されるので、この場合はフガシティーもこれらを変数として表される関数となる。
フガシティーの分圧に対する比
{\displaystyle \gamma _{i}({\boldsymbol {x}};T,p)={\frac {f_{i}({\boldsymbol {x}};T,p)}{x_{i}p}}}
はフガシティ係数と呼ばれる。

## 物理的意味
理想気体の化学ポテンシャルは
{\displaystyle \mu _{i}^{\text{ideal}}({\boldsymbol {x}};T,p)=\mu _{i}^{\circ }(T)+RT\ln {\frac {x_{i}p}{p^{\circ }}}}
であり、これを分圧 xi p について解けば
{\displaystyle x_{i}p^{\text{ideal}}({\boldsymbol {x}};T,\mu )=p^{\circ }\exp \left[{\frac {\mu _{i}-\mu _{i}^{\circ }(T)}{RT}}\right]}
となる。フガシティとは「ある実在気体と同じ温度と化学ポテンシャルにおける理想気体の圧力」といえる。
実在気体は理想気体と異なり分子間力があるため、化学ポテンシャルは対数的な圧力依存性から外れて、一般には圧力の複雑な関数となる。また、分子間力は気体の種類によって異なるため、気体の種類に応じた補正が必要となる。これらの複雑な分子間力の補正を、対数の中に織り込んで表したものがフガシティである。 
実在気体の化学ポテンシャルは、フガシティの定義式を変形すれば
{\displaystyle \mu _{i}({\boldsymbol {x}};T,p)=\mu _{i}^{\circ }(T)+RT\ln {\frac {f_{i}({\boldsymbol {x}};T,p)}{p^{\circ }}}}
となり、理想気体の関係式の分圧をフガシティで置き換えた形で表される。
化学ポテンシャルを用いて導かれる幾つかの関係式では、分圧をフガシティへ置き換えることで実在気体の関係式が得られる。
例えば気体の化学平衡を取り扱う際に用いられる圧平衡定数は、理想気体では
{\displaystyle K_{p}^{\text{ideal}}=\prod _{i}\left[{\frac {x_{i}p}{p^{\circ }}}\right]^{\nu _{i}}}
であるが、実在気体では
{\displaystyle K_{p}=\prod _{i}\left[{\frac {f_{i}({\boldsymbol {x}};T,p)}{p^{\circ }}}\right]^{\nu _{i}}}
となる。
理想気体ではフガシティは分圧と同じとなる。また、低分圧の極限として次も成り立つ。
{\displaystyle \lim _{p_{i}\rightarrow 0}f_{i}=p_{i}}
実在気体では分子間相互作用が反映されているので、フガシティfi は他の成分の分圧にも依存する。

## フガシティの算出
状態方程式 Vm(T,p) が得られているとき
{\displaystyle \ln {\frac {f(T,p)}{p}}=\int _{0}^{p}\left[{\frac {V_{\text{m}}}{RT}}-{\frac {1}{p}}\right]dp=\int _{0}^{p}{\frac {Z(T,p)-1}{p}}dp}
により、フガシティを求めることができる。ビリアル展開で
{\displaystyle V_{\text{m}}(T,p)={\frac {RT}{p}}+B(T)+C(T)\,p+O(p^{2})}
と表わされているとき、フガシティは
{\displaystyle f(T,p)=p\exp \left[{\frac {B(T)}{RT}}\,p+{\frac {C(T)}{RT}}\,{\frac {p}{2}}+O(p^{3})\right]}
となる。
混合気体のフガシティを近似する経験則として
{\displaystyle f_{i}({\boldsymbol {x}};T,p)\simeq x_{i}\,f_{i}^{*}(T,p)}
が、ルイスとランドルにより提案された。